# Lijst van dialecten van de wereld - K
Deze lijst van dialecten is zeker niet compleet en de aanduiding 'dialect' zal voor diverse van de genoemde variëteiten zeker omstreden zijn. De lijst bevat in principe alleen variëteiten die nauwelijks standaardisatie hebben ondergaan. Ze zijn geordend onder een kop die ofwel redelijk adequaat de genoemde subvariëteiten omvat, ofwel de naam is van de standaardtaal die door de dialectsprekers als lingua franca wordt gehanteerd.
Zie voor achtergronden over de schakeringen van de taal-dialectrelatie de lemma's variëteit (taalkunde), taal, dialect, streektaal, standaardtaal, dialectcontinuüm, taalfamilie.

## Kaapverdisch Creools
Barlavento - Sotavento

## Kabylisch
Groot-Kabylisch - Klein-Kabylisch

## Kachama-Ganjule
Ganjule - Ganta - Kachama

## Kaficho
Kafa - Bosha

## Kahua
Kahua - Santa Ana - Santa Catalina - Tawarafa

## Kaibobo
Hatusua - Kaibobo

## Kaidipang
Bolaang Itang - Kaidipaans

## Kaimbulawa
Kambe-Kambero - Lantoi

## Kairui-Midiki
Kairui - Midiki

## Kakabai
Noord-Kakabai - Zuid-Kakabai

## Kalagaans
Isamal - Lactaans - Piso - Tumuaong

## Kala Lagaw Ya
Kalaw Kawaw

## Kalmuks-Oirat
Buzawa - Dörböt - Oirat - Sart Qalmaq - Torgut

## Kalumpang
Bone Hau - Karataun - Mablei - Mangki

## Kamayo
Noord-Kamayo - Zuid-Kamayo

## Kambaata
Qebena - Tambaro - Timbaro

## Kamberaas
Kambera - Kanatang - Lewa - Mangili-Waijelo - Melolo - Uma Ratu Nggai - Zuidelijk Soemba

## Kamwe
Dakwa - Fali Of Kiriya - Fali Of Mijilu - Futu - Nkafa - Sina - Tili Pte - Wula

## Kankanaey
Bakun-Kibungaans - Guinzadaans - Kapangaans - Mankayaans-Buguias

## Kannada
Aine Kuruba - Bijapur - Jeinu Kuruba

## Kanowit-Tanjong-Melanau
Kanowit - Tanjong

## Kapin
Garawa - Kapin

## Kara
Oost-Kara - West-Kara

## Karachai-Balkar
Balkar - Karachai

## Karaim
Galits - Noordwestelijk Karaim - Oostelijk Karaim - Trakay

## Karakalpak
Noordoostelijk Karakalpak - Zuidoostelijk Karakalpak

## Karekare
Birkai - Jalalam - Kwarta Mataci

## Kaulong
Kaulong - Oost-Binnenlands Kaulong

## Kavalaans
Kareovaans

## Kaxuiâna
Pawiyana

## Kayan Rivier-Kayaans
Kayaniyut Kayaans - Uma-Lakaans

## Kayan Rivier-Kenyah
Kayaniyut Kenyah - Longbia - Long Kelawit - Long Nawaans - Nederkayaans-Kenyah

## Kayeli
Kayeli - Leliali - Lumaete

## Kazachs
Noordoost-Kazachs - West-Kazachs - Zuidoost-Kazachs

## Keapara
Aroma - Babaga - Kalo - Kapari - Keopara - Lalaura - Maopa - Wanigela

## Keiees
Kei Besar - Kei Kecil - Ta'Am - Tanimbar Kei - Tayando

## Kelabit
Bario - Brung - Lepu Potong - Libbung - Long Bangag

## Keley-I Kalanguya
Bayninaans

## Kelinyau Kenyah
Lepo' Kulit - Uma Bem - Uma Lajam - Uma Tau

## Kemak
Kemak - Nogo

## Kendayan
Ahe - Ambawang - Kendayan - Selako

## Keningau Murut
Ambual - Dusun Murut - Nabay

## Kensiu
Ijoh - Jarum - Jeher - Kedah - Kensiu Batu - Kensiu Siong - Kentaq Nakil - Plus Ulu Selama

## Kerek
Khatyrka - Mainypilgino

## Kerinci
Akit - Mamaq - Sakei - Talang - Ulu

## Khakas
Beltir - Kacha - Kamassiaans - Kyzyl - Sagai - Shor

## Khang
Knang Ai - Khang Clau

## Kharia
Dhelki Kharia - Dudh Kharia - Mirdha-Kharia

## Khasi
Bhoi-Khasi - Cherrapunji - Khasi - Lingngam - War

## Khehek
Bucho - Drehet - Levei

## Khmu
Hat - Khroong - Luang Prabang - Lyy - Rok - Sayabury - U - Yuaans

## Khorasani-Turks
Noord-Quchani - West-Quchani - Zuid-Quchani

## Kilivila
Kitava - Sinaketa - Vakuta

## Kimaragang
Pitas Kimaragang - Sandayo - Sonsogon - Tandek

## Kimré
Buruwa - Kimruwa - Tchire

## Kinaray-A
Anini-Y - Guimaras-Eiland - Hamtik - Lambunao - Miag-Ao - Pandaans - Pototaans

## Kioko
Kambowa - Kioko

## Kiput
Lemiting - Long Kiput - Long Tutoh

## Kir-Balar
Balar - Kir

## Kirgizisch
Noorders Kirgizisch - Zuiders Kirgizisch

## Kiribatisch
Banabaans

## Kituba
Ikeleve - Oosters Kituba - Westers Kituba

## Kodisch
Kodi Bangedo - Kodi Bokol - Nggaro

## Kofyar
Bwol - Dimmuk - Gworam - Jipal - Kofyar - Kwagallak - Mirriam

## Koho
Chil - Kalop - Kodu - Lac - Laya - Nop - Pru - Rion - Sop - Sre - Tala - Tring

## Kol
Bikele - Bikeng - Noord-Kol - Zuid-Kol

## Konda-Dora
Konda-Dora - Kubi

## Konomala
Konomala - Laket

## Koptisch
Bohairisch - Sahidisch

## Korku
Bondoy - Bouriya - Mawasi - Ruma

## Koromira
Koianu - Koromira

## Korwa
Majhi-Korwa

## Koryak
Apokinskij - Cavcuvenskij - Gin - Itkaans - Kamenskij - Palaans - Paren - Xatyrskij

## Kosraeaans
Lelu-Tafunsak - Malen-Utwe

## Kota
Ko Bashai

## Kowiai
Adi - Namatota

## Koya
Chintoor Koya - Dorli - Jaganathapuram Koya - Malakanagiri Koya - Podia Koya

## Krio
Aku

## Kriol
Bamyili-Creools - Barkly-Kriol - Fitzroy Vallei-Kriol - Roper Rivier-Kriol

## Krimtataars
Centraal Krimtataars - Noordelijk Krimtataars - Zuidelijk Krimtataars

## Kuanua
Kabakada - Kininanggunaans - Kokopo - Livuaans - Masawa - Matupit - Nodup - Rakunei - Raluana - Rapitok - Rebar - Vanumami - Vunadidir - Watom

## Kubu
Bajat - Dawas - Djambi - Lalang - Nomadisch Kubu - Ridaans - Supat - Tungkal - Tungkal Ilir - Ulu Lako

## Kui
Gumsai - Khondi

## Kulere
Kamwai-Marhai - Richa - Tof

## Kumak
Kumak - Nenema

## Kumyk
Buinaksk - Khaikent - Khasavyurt

## Kunjen
Oykangand - Ulkulu

## Kupang-Maleis
Air Mata

## Kurux
Kisaans - Oraon

## Kust-Konjo
Bantaeng - Konjo Pesisir - Tana Toa

## Kuy
Anlour - Antra - Chang - Damrey - Kraol - O

## Kwang
Aloa - Gaya - Kawalké - Kwang - Mindéra - Mobou - Ngam - Tchagin
A · B · C · D · E · F · G · H · I · J · K · L · M · N · O · P · Q · R · S · T · U · V · W · Y · Z